# Estadio José Antonio Anzoátegui
Het Estadio José Antonio Anzoátegui is een multifunctioneel stadion in Barcelona, een stad in Venezuela. Het wordt ook Estadio Luis Ramos genoemd. Het stadion wordt vooral gebruikt voor voetbalwedstrijden, de voetbalclub Deportivo Anzoátegui maakt gebruik van dit stadion. In het stadion is plaats voor 37.485 toeschouwers.

## Historie
Dit stadion werd geopend op 8 december 1965. In 2006 en 2007 werd het gerenoveerd.  Daarna kon het stadion gebruikt worden voor de Copa América 2007. Op dit toernooi werden drie wedstrijden gespeeld, twee daarvan groepsfase en de kwartfinale tussen Chili en Brazilië. Die wedstrijd eindigde in 1–6.
| № | Datum       | Wedstrijd          | Uitslag | Toernooi                        | Toeschouwers |
| - | ----------- | ------------------ | ------- | ------------------------------- | ------------ |
| 1 | 4 juli 2007 | Mexico – Chili     | 0 – 0   | Copa América 2007 – groepsfase  | 38.000       |
| 2 | 4 juli 2007 | Brazilië – Ecuador | 1 – 0   | Copa América 2007 – groepsfase  | 38.000       |
| 3 | 7 juli 2007 | Chili – Brazilië   | 1 – 6   | Copa América 2007 – kwartfinale | 38 .000      |

## Afbeeldingen

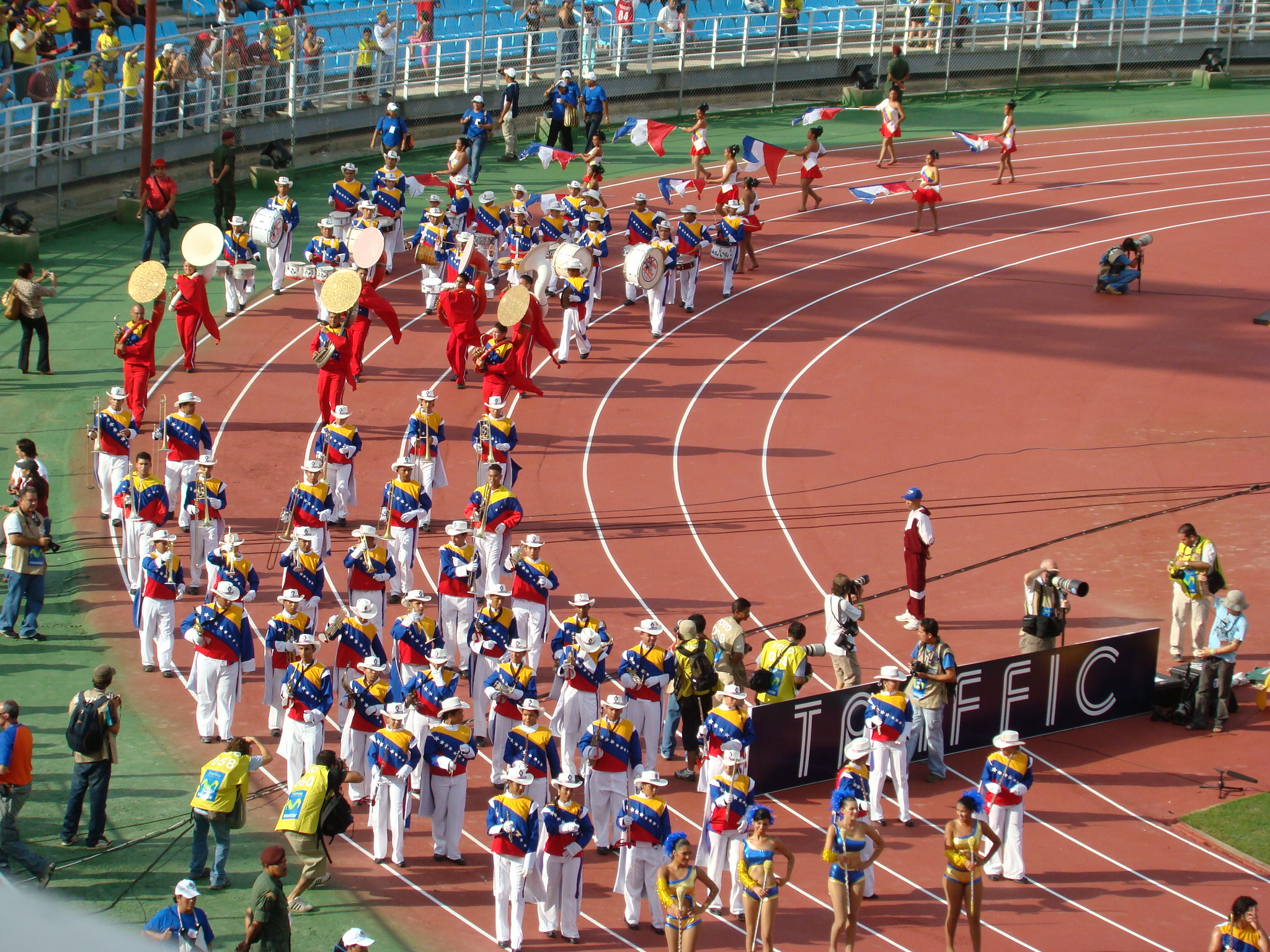
Het stadion tijdens de Copa América 2007.
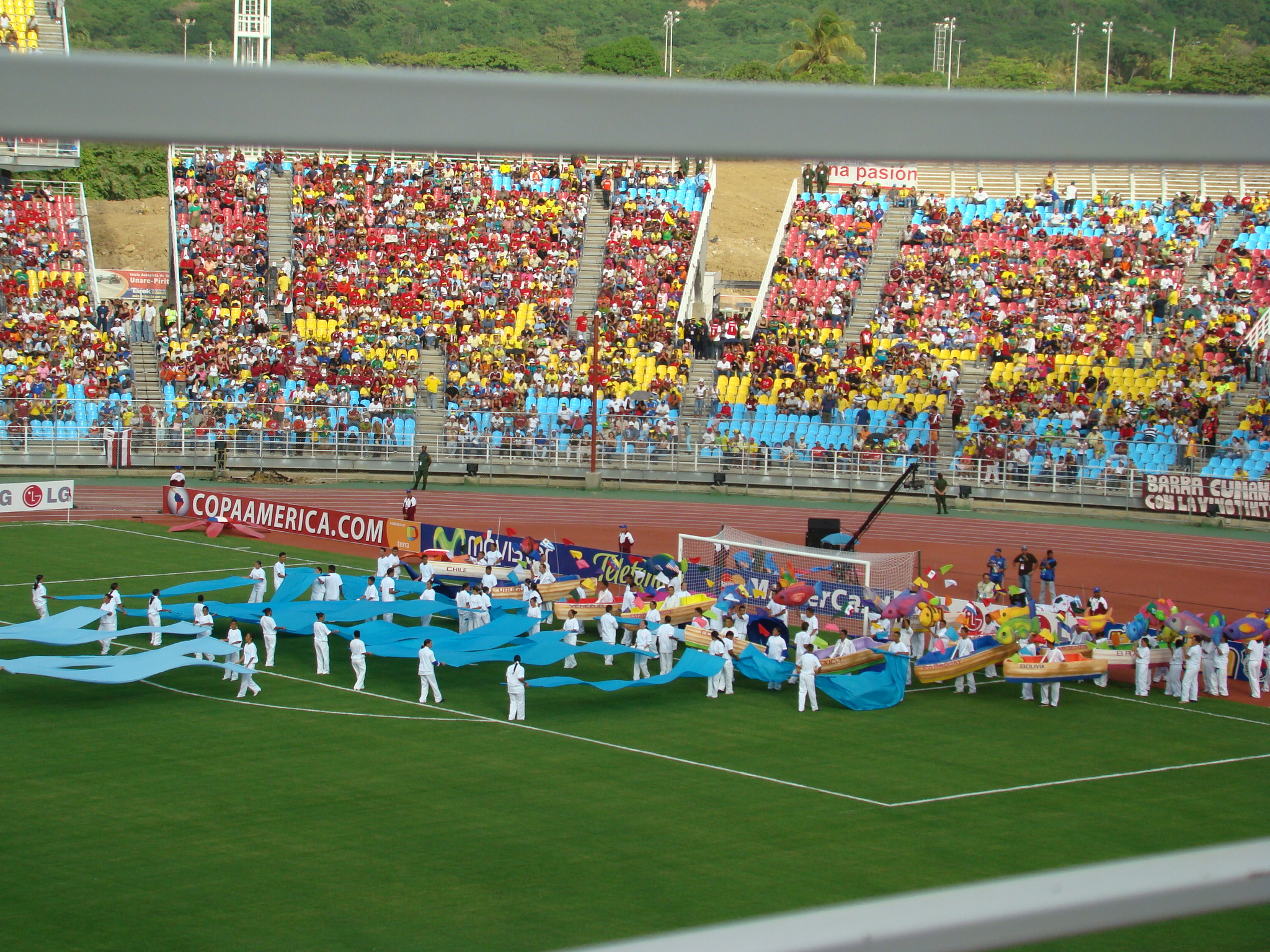
Het stadion tijdens de Copa América 2007.
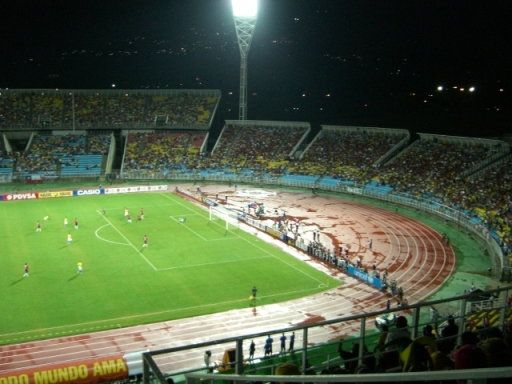
De binnenkant van het stadion.
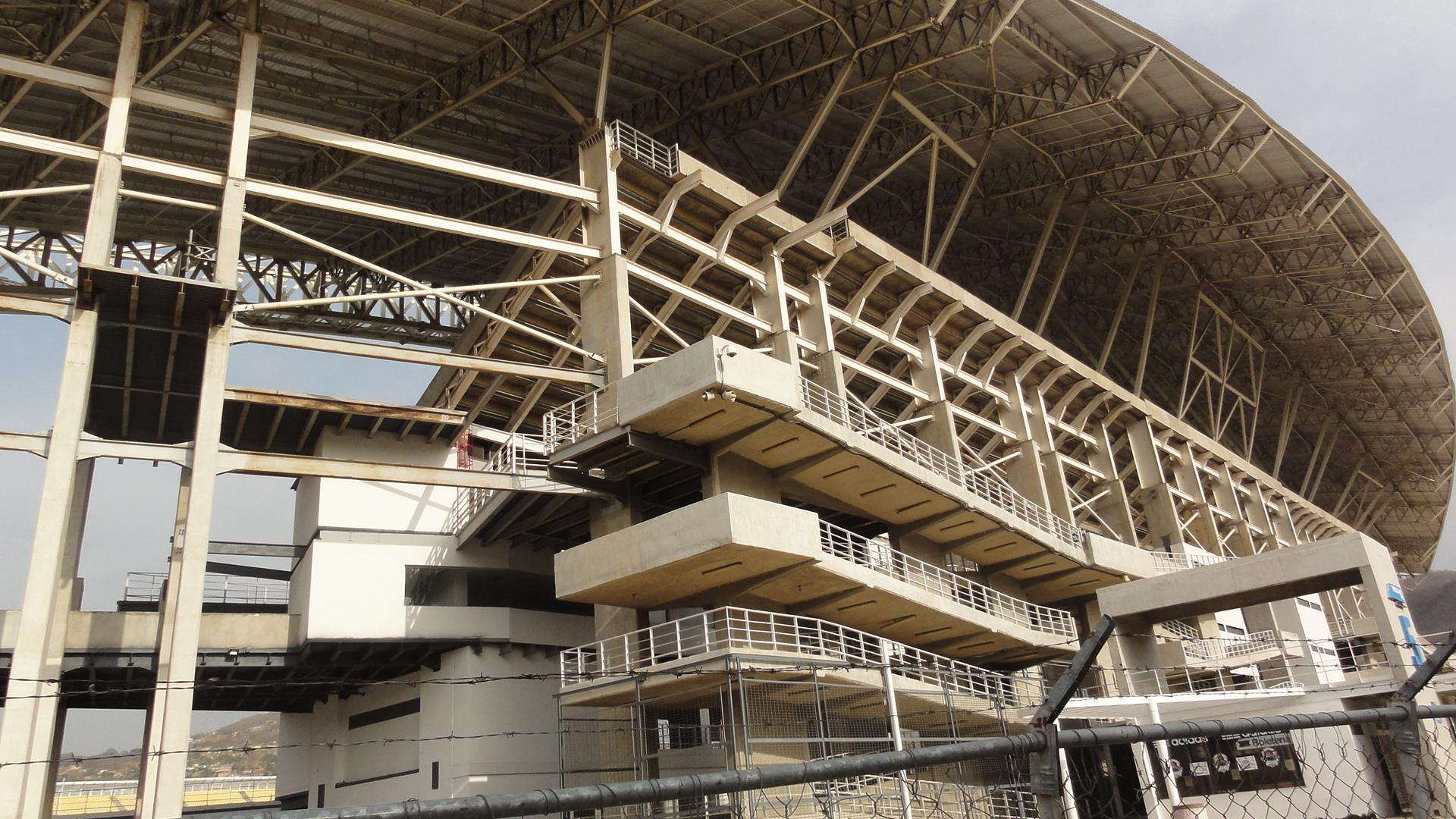
De buitenkant van het stadion.
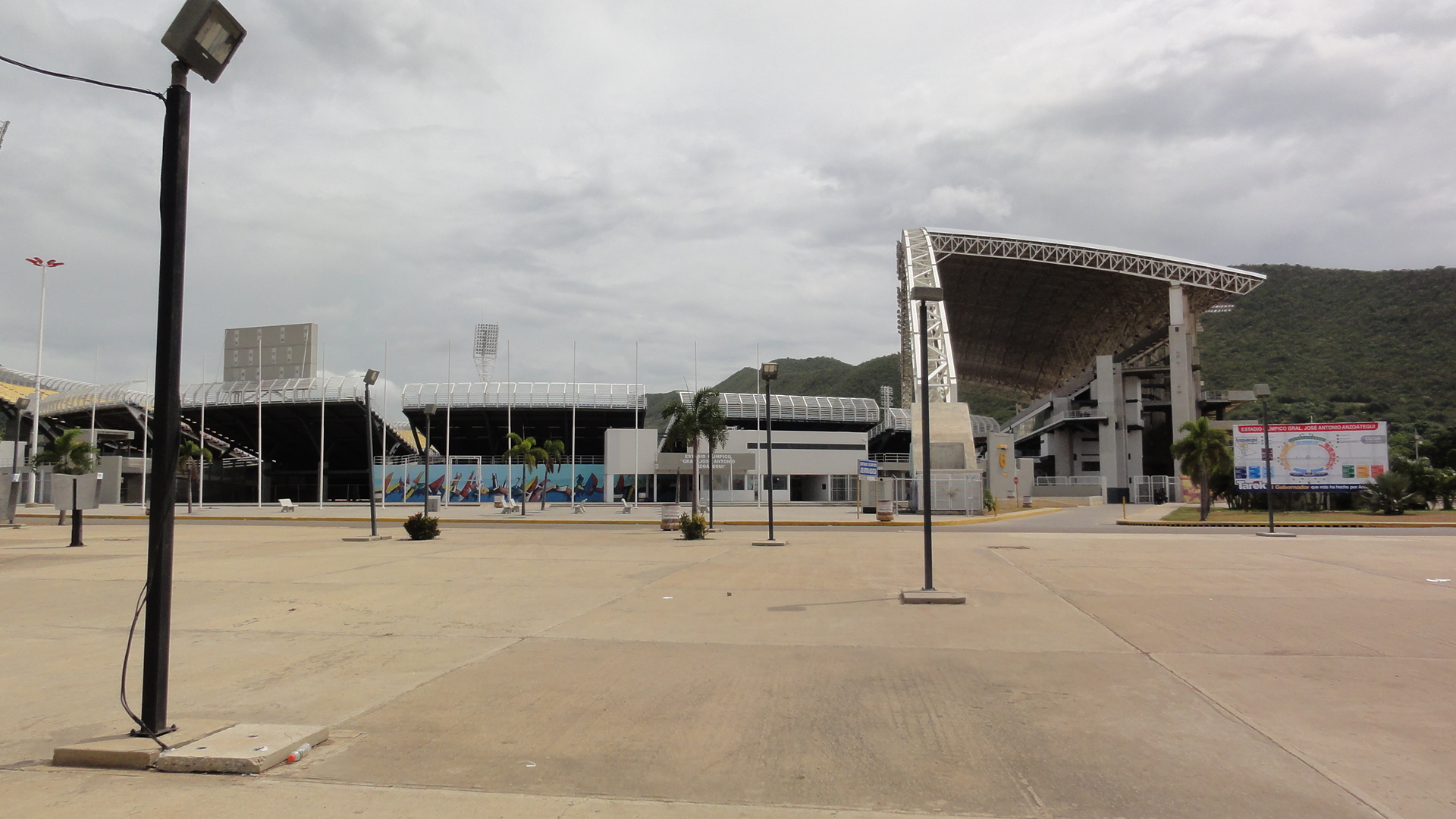
De buitenkant van het stadion.